# Zamek Czorsztyn
Zamek Czorsztyn – ruiny średniowiecznego zamku na szczycie Zamkowej Góry w Czorsztynie, w województwie małopolskim, w Pieninach, nad Jeziorem Czorsztyńskim.
Pierwsza budowla na wzgórzu czorsztyńskim powstała ok. XIII w., należała do starosądeckiego klasztoru klarysek, została przejęta przez monarchów i przeszła znaczną rozbudowę za czasów Kazimierza Wielkiego, w XIV w. Broniła granicy i skrzyżowania szlaków handlowych, prowadzących na Węgry, w stronę Nowego Targu i Sącza. Była miejscem postoju władców polskich zmierzających na Węgry. Po węgierskiej stronie Dunajca analogiczną funkcję pełnił zamek Dunajec.
W XV w., ze względu na słabą sytuację majątkową władców, zamek został przekazany pod zastaw. Kolejni starostowie-zastawnicy króla dokonywali jego stopniowej rozbudowy, a największa modernizacja miała miejsce za czasów urzędowania Jana Baranowskiego, który m.in. wzniósł obiekt zwany obecnie „basztą Baranowskiego”. Baranowski zapisał się w historii także jako człowiek bardzo źle traktujący swoich poddanych.
W połowie XVII w. budowlę zajął Aleksander Kostka-Napierski w czasie swojego powstania, a kilka lat później, w czasie potopu szwedzkiego, ukrywał się tu Jan II Kazimierz Waza. W latach 30. XVIII w., podczas wojny o sukcesję polską, zamek został spustoszony przez Kozaków. Pod koniec XVIII w. w pobliżu okopali się konfederaci barscy.
Ostatnim starostą był w latach 1763–1797 Józef Makary Potocki, który nie dysponował środkami potrzebnymi na remont zamku, już wówczas będącego w słabym stanie. Kiedy zmarł, budowlę przejął urząd austriacki i odsprzedał rodzinie hrabiów Drohojowskich, również nieposiadającej pieniędzy na konserwację budowli, która stopniowo popadła w ruinę.
Ciekawa historia i malowniczy wygląd ruin sprawiły, że obrosły wokół niej legendy i stała się inspiracją dla artystów, zwłaszcza w epoce romantyzmu. Ze względu na unikalny mikroklimat już w pierwszej połowie XX w. utworzono tu rezerwat, a w latach 90. XX w. tereny wokół reliktów włączono do Pienińskiego Parku Narodowego. Zamek Czorsztyn został w 1968 r. wpisany do wojewódzkiego rejestru zabytków.

## Lokalizacja

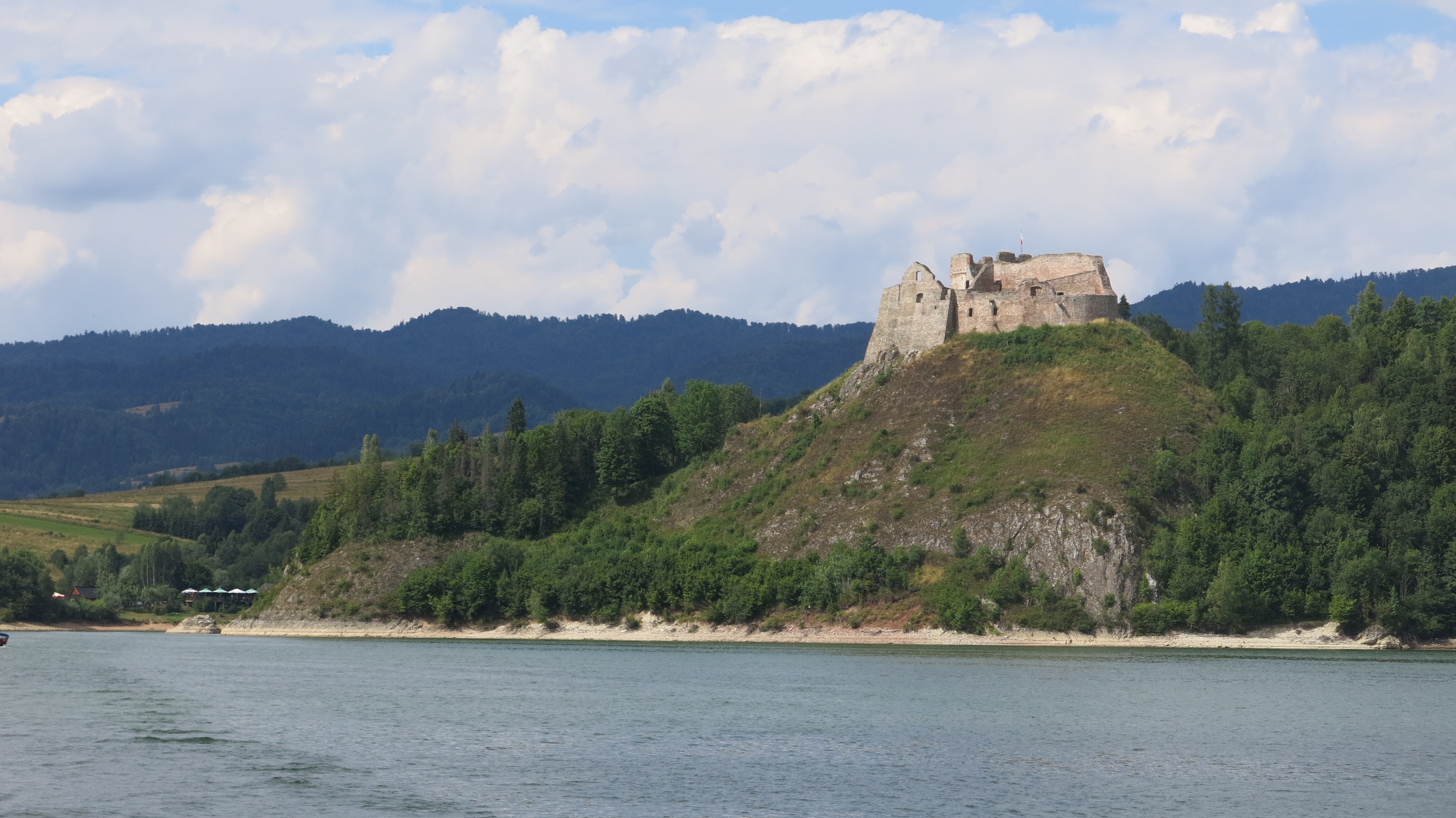
Zamek Czorsztyn na Zamkowej Górze – widok ogólny

Zamek zbudowano na skale zwanej Zamkową Górą (588 m n.p.m.), wznoszącej się na lewym brzegu doliny Dunajca. Znajduje się ok. 50 m powyżej tafli obecnego Jeziora Czorsztyńskiego. Przed utworzeniem zbiornika zamek był położony ok. 95 m ponad dnem doliny. Po przeciwnej stronie jeziora znajduje się zamek Dunajec w Niedzicy.
Zamkowa Góra zbudowana jest z wapienia krynoidowego (amonitowego). Już od XVIII w. interesowali się nią badacze (członkowie wyprawy cesarskiej z 1751 r.). Józef Nyka pisał w swoich przewodnikach, że „narosła [wokół niej] rekordowa liczba opracowań”, a jej profil był od XIX w. wykorzystywany do ilustracji podręczników geologicznych – pierwszy wykorzystał go Ludwik Zejszner w 1832 r. Poza Zamkową Górą w okolicy wznosi się jeszcze kilkanaście skałek, z których najwyższa, położona na wschód od niej, sięga 607 m n.p.m. i jest nazywana Czubatą Zamecką.
Zachodni stok Góry bywa nazywany Sadkiem – miał być tu rzekomo położony ogród starościński.
W 1921 r. władze niepodległej Polski, za zgodą ówczesnych właścicieli Drohojowskich, jako pierwsze uznały Górę Zamkową za ścisły rezerwat przyrody. Ponownie rezerwat o powierzchni 10,28 ha, administrowany przez PPN, utworzono na tych terenach w 1970 r. W 1996 r. został włączony do parku narodowego, jako uroczysko „Zamek Czorsztyn”. Potrzebę ochrony okolicy zamku wywołała obecność rzadkich roślin, m.in. endemitu zachodnich Pienin, pszonaka pienińskiego oraz owadów.

## Nazwa

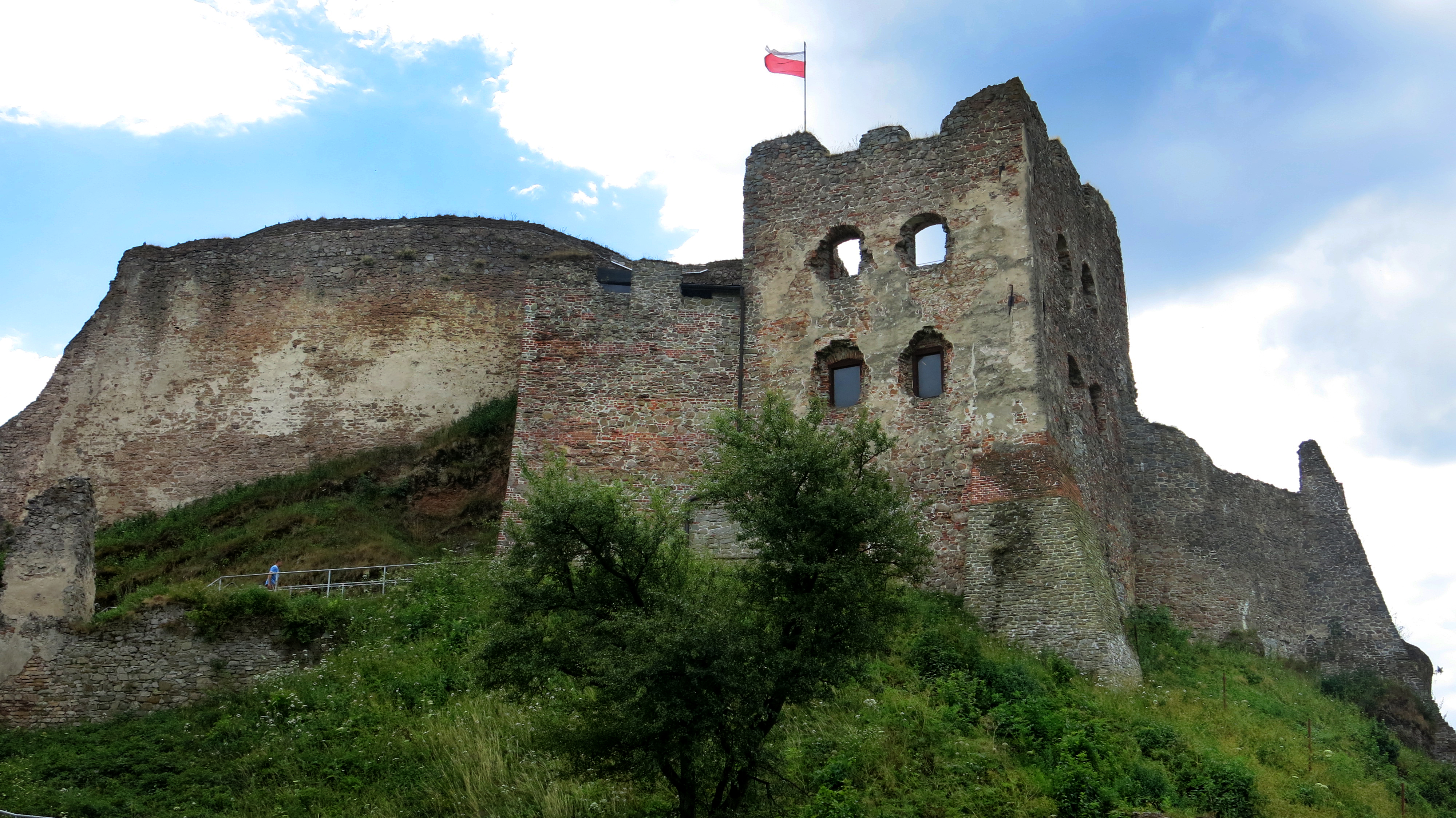
Zamek górny i średni, widok z zamku dolnego

Według K. Szajnochy nazwa „Czorsztyn” miała pochodzić od niem. Schornstein (pol. komin). Zgodnie z inną teorią, wywodzi się od słów Schauerstein lub Zornstein (pol. kamień grozy, kamień gniewu). Autor hasła o Czorsztynie w słowniku Nazwy miejscowe Polski podaje, że jego nazwa pochodzi od śrwniem. schor(n)stein, w znaczeniu stroma skała. Germańska nazwa została nadana przez sprowadzonych ze Spiszu niemieckich osadników.
Zamek Czorsztyn istniał w źródłach równolegle z zamkiem Wronin (castrum Wronyn), co stanowiło podstawę hipotezy o dwóch blisko sąsiadujących ze sobą warowniach. Problem ten rozstrzygnęli w swoich studiach Czesław Deptuła i Stanisław Kołodziejski dowodząc, że Wronin i Czorsztyn to ten sam obiekt. Obalili tym samym teorię, zgodnie z którą zamek o germańsko brzmiącej nazwie mieli założyć Niemcy. Nazwa „Wronin” wywodzi się od staropolskiego słowa oznaczającego kolor czarny.
Nazwa Czorsztyna w historycznych dokumentach zapisywana była na różne sposoby: Czornsteyen (1348 r.), Czorsten (przed 1370 r.), Czorsteyn (1400 r.), Csorsteijn (1401 r.), Corsten (1410 r.), Czorsten (1410 r.), Czornsten (1414 r.), Czorstin (1425 r.), Czorsthyn (1477 r.), Czornstin (1508 r.). Początkowo dotyczyła tylko zamku. Prawdopodobnie między XIII a XIV w. powstało osiedle Podzamcze, wieś Czorsztyn, która wyewoluowała ze starościńskiego folwarku, leżąca na skrzyżowaniu szlaków handlowych, jest przez prof. Czesława Deptułę datowana jest na wiek XVII–XVIII. Układ Czorsztyna-Nadzamcza wykształcił się z kolei dopiero w XX w..

## Historia

### Początki istnienia warowni
Nazwa „Czorsztyn” po raz pierwszy pojawia się w dokumencie sołtysa podolinieckiego Henryka z 1303 r. Z kontekstu wynika, że występuje w nim jako pewien charakterystyczny obiekt topograficzny, punkt orientacyjny – choć fakt, że obcy koloniści nadali mu nazwę (nazwa jest pochodzenia niemieckiego) świadczy o tym, że już wtedy miejsce to było jakoś zagospodarowane.
Informację o istnieniu na tym terenie zamku, określonego nazwą „Wronin”, zawiera akt starosądeckiej opatki Stronisławy z 1320 r., który cytował dokument lokacyjny Kluszkowiec z 1307 r. Należał on wówczas do klasztoru klarysek ze Starego Sącza. Powstał prawdopodobnie z inicjatywy pani sądeckiej Kingi. Za czasów panowania późniejszej świętej, zapewne w latach 80. XIII w., miała miejsce pierwsza akcja osadnicza dotychczas niezasiedlonego regionu Pienin. Warownia mogła stanowić „zaporę” dla węgierskich osadników, zapuszczających się coraz bardziej na północ, a jednocześnie pełnić funkcję ośrodka, wokół którego kolonizację prowadzili Polacy.
W 1348 r. zamek, zwany już Czorsztynem, stanowił własność królewską. Strzegł polsko-węgierskiej granicy państwa i znajdującego się w pobliżu skrzyżowania szlaków wiodących do Krakowa i na Śląsk przez Nowy Targ, do Wojnicza i Krakowa przez Nowy Sącz i Czchów oraz na Węgry (Via Magna – jej główny wariant biegł z Krakowa przez Bochnię, Czchów, Stary Sącz, Rytro i dzisiejszy Mniszek, choć alternatywna trasa ze Starego Sącza biegła do Krościenka, następnie przez Czorsztyn, Przekop i Starą Wieś Spiską; obydwie odnogi spotykały się w Kieżmarku, skąd doliną Popradu i Hornadu, przez Koszyce i Miszkolc, droga wiodła do Budy). Pełnił jednocześnie funkcję komory celnej. Od strony węgierskiej tej samej granicy bronił nieco młodszy (wg Tadeusza Trajdosa wybudowany po 1307 r.) zamek Dunajec. Do tego czorsztyńska warownia stanowiła główny ośrodek administracyjny klucza majątkowego, utworzonego przez Kazimierza Wielkiego z dóbr skonfiskowanych klaryskom, obejmującego Grywałd, Kluszkowce, Maniowy, Sromowce Niżne, Sromowce Wyżne oraz
Tylmanową. Klucz ten określany był w ówczesnych dokumentach terminem „dystrykt” (districtus).
Dokładna data przejęcia budowli przez monarchę jest nieznana. Czesław Deptuła sugerował, że wydarzyło się to tuż po 1292 r. z inicjatywy Wacława II, a Piotr Stępień twierdził, że miało miejsce najpóźniej w 1320 r., kiedy zamki Sądecczyzny podporządkowywał sobie, tuż po swojej koronacji, Władysław Łokietek. Jacek Laberschek z kolei datował przejęcie zamku na lata 1336–1348.
Kazimierz Wielki traktował już zamek jako własność królewską i był inicjatorem jego rozbudowy. Prawdopodobnie nie była ona podyktowana chęcią wzmocnienia granicy polsko-węgierskiej (polsko-węgierskie kontakty były wtedy bardzo dobre), a raczej wynikała z chęci poprawienia komunikacji między Krakowem a Budą. Nowa, reprezentacyjna siedziba starostwa mogła stanowić miejsce czasowego pobytu władców jadących przez Spisz na Węgry. Świadczą o tym m.in. udokumentowane obecności w Czorsztynie Kazimierza Wielkiego (l. 1335, 1339, 1342, 1355, 1369), Ludwika Węgierskiego (prawdopodobnie) i Jadwigi Andegaweńskiej (1384 r.).
W XIV w. i w pierwszych latach XV w. „dystryktem” czorsztyńskim zarządzał w imieniu monarchy burgrabia (burgrabius), mianowany osobiście przez króla i podporządkowany prawdopodobnie wielkorządcy krakowsko-sandomierskiemu. Miał on obowiązek rozliczać się ze wszystkich dochodów i wydatków związanych z warownią. Kilku burgrabiów jest znanych z imienia. W 1381 r. urząd ten piastował książę opolski Bolko. Czasy jego urzędowania przypadły na spór z klasztorem kartuzów o wykorzystanie wody dunajeckiej. W latach 1400–1402 burgrabią był Zaklika z Rudna.

### Zamek w rękach starostów

#### Czasy Jagiellonów
Po tym, jak Ludwik Węgierski obniżył podatki gruntowe z 12 do 2 gr, w skarbcu królewskim zaczęło brakować pieniędzy. W 1413 r. zamek został więc przekazany pod zastaw tytułem pożyczki 700 florenów, a pierwszym starostą niegrodowym został Abraham Czarny z Goszyc herbu Gryf. Przed starostą musiał od tego momentu odpowiadać burgrabia, który w praktyce spadł do rangi dowódcy załogi zamkowej. W latach 1417 i 1423 warownię odwiedzał Władysław Jagiełło, a w 1440 r. przez dwa dni przebywał tu Władysław III Warneńczyk, jadący na swoją koronację na Węgry. To tutaj miało miejsce ostatnie spotkanie Władysława z matką, Zofią Holszańską oraz bratem, późniejszym królem, Kazimierzem Jagiellończykiem. Cztery lata później monarcha zginął w bitwie pod Warną.
W 1434 r. książę Fedor (Fedko) Fryderyk Ostrogski, Rusin i husyta, po kilkuletnim pobycie w Czechach postanowił wznieść w pobliżu zamku czorsztyńskiego warownię zbójecką, z której mógłby wraz ze współwyznawcami napadać na ziemie polsko-węgierskiego pogranicza. Husyci zostali jednak pokonani przez polskie wojsko – nie wiadomo, czy zdążyli zorganizować i wybudować swoją siedzibę.
Pod koniec panowania Warneńczyka i tuż po jego śmierci, zamkiem zarządzał Mikołaj ze Skawiny. W jego imieniu warownią władał Mikołaj Ratułd ze Skrzydlnej, starosta nowotarski, który bezprawnie zawłaszczył część dochodów tenuty i odmówił zwrotu zamku. W 1445 r. Abraham z Goszyc i Mikołaj ze Skawiny osobno pozwali go przed sądem krakowskim, który skazał oskarżonego na oddanie zamku i zwrot pieniędzy, zobowiązując jednocześnie Mikołaja ze Skawiny do wydania twierdzy królowej Zofii.
Za panowania Kazimierza Jagiellończyka doszło do ponownego zastawu Czorsztyna. W 1452 r. tenutariuszem był Jakub Pieniążek z Witowic herbu Jelita, a w latach 1462–1464 – Jakub Obulec (Obolec) z Bronocic herbu Odrowąż, o którym B. Krzan pisał, że był pierwszym właściwym starostą (z pełnią władzy administracyjnej i wojskowej na podległym terenie). W latach 1464–1467 zastawnikiem zamku był Prokop
Pieniążek z Krużlowej herbu Odrowąż, a w latach 1468–1472 starostą był jego syn, Andrzej.

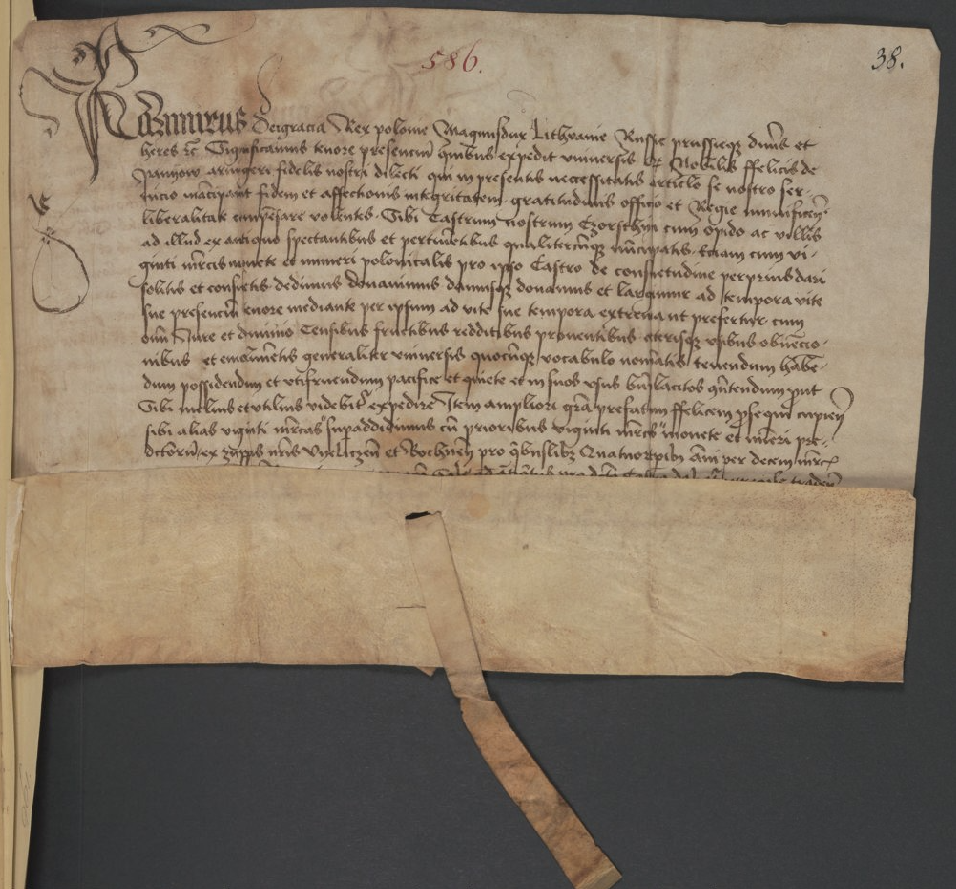
Wydany przez Kazimierza IV Jagiellończyka dokument nadania zamku wraz ze starostwem Feliksowi z Paniewa

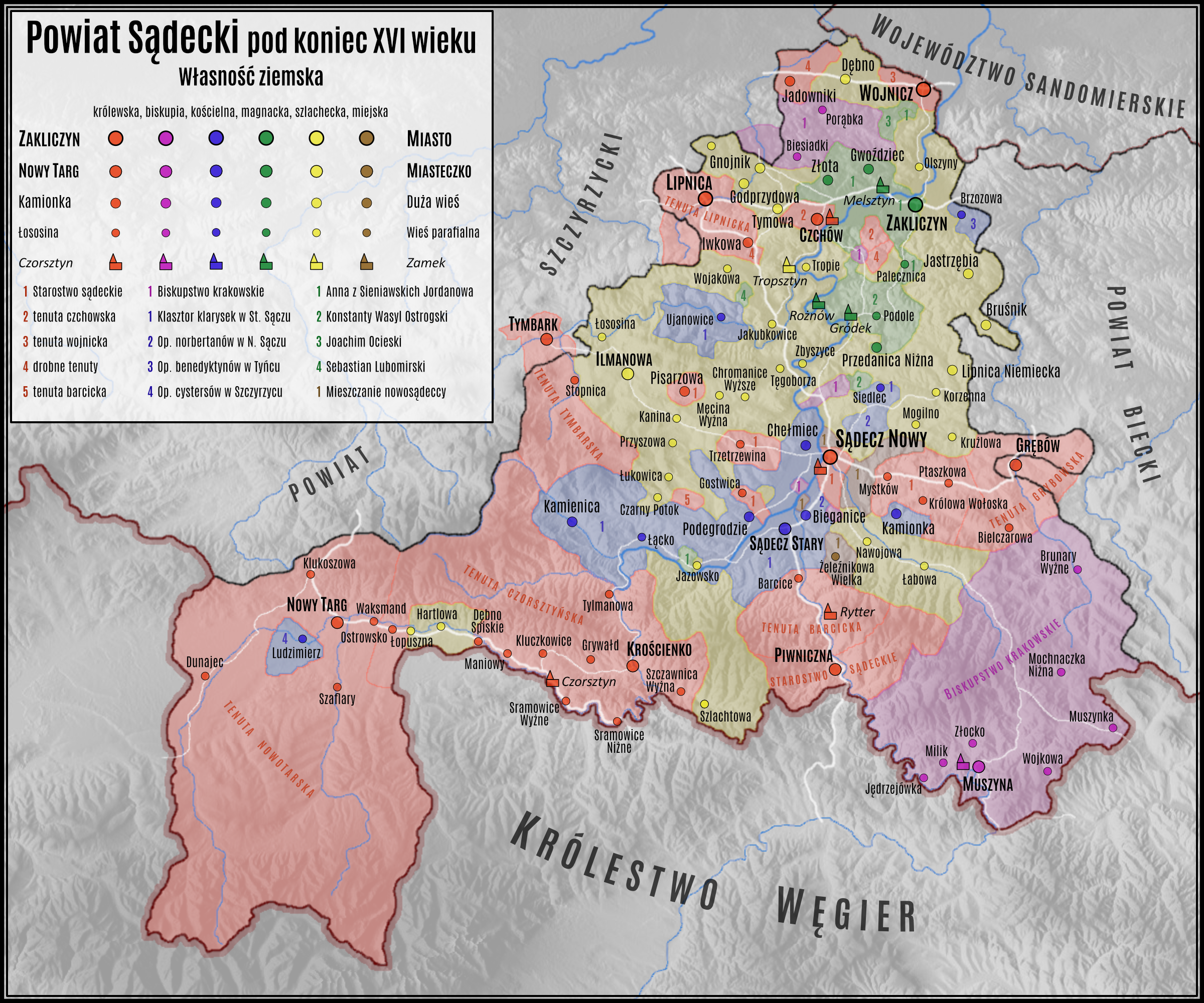
Zasięg tenuty czorsztyńskiej w ramach powiatu sądeckiego

Następnie warownia przeszła w ręce Paniewskich h. Godziemba. Kolejnym starostą był Jakub Cielę Paniewski, który przejął zamek wraz z Janem Smolikiem ze Strzeszkowic. Piastował ten urząd do 1481 r. Od 1474 r. władzę na Czorsztynie sprawował Feliks Paniewski, wysokiej rangi dowódca wojskowy (hetman wojsk zaciężnych), który zmarł w 1488 r. W posiadanie starostwa weszli wówczas jego synowie: Aukt (Adaukt), Jan Janda, Jakub, Więcław i Jerzy. W 1516 r. cały czorsztyński klucz majątkowy przeszedł w ręce Jerzego, który wykupił wsie należące do braci wraz z sołectwami i wójtostwem w Krościenku.
W czasie panowania Paniewskich, funkcję burgrabiów pełnili Feliks Jelowski (1499–1506) oraz Jan Jelowski (1515). Słownik geograficzny Królestwa Polskiego i książka B. Gustawicza o Czorsztynie podają ponadto Jana Mowskiego z Mowy, który miał być burgrabią w 1516 r., jednak bez podstawy źródłowej.
W XVI w. kompleks dóbr czorsztyńskich obejmował m.in. m. Krościenko, Szczawnicę, Tylmanową, Ochotnicę, Kłodne, Grywałd, Maniowy, Krośnicę, Hałuszową i Mizerną. Adaukt Paniewski w 1508 r. uzyskał także pozwolenie na zakup wsi Dębno i Ostrowsko. Razem tenutariuszowi podlegało ok. 20 osad. W okresie tym pojawia się na zamku nowy urzędnik – podstarości. Jego funkcja była zbliżona do funkcji dawnego burgrabi – w imieniu starosty zarządzał on zamkiem i jego załogą. Wiadomo, że w 1536 r. był nim Jakub Małaszyński, późniejszy starosta. Słownik geograficzny Królestwa Polskiego notuje także Janusza
syna Stanisława Janusza z Gnojnicy (1536) oraz, jako starostę, Grzegorza Sopskiego (1517) – informacje te są jednak nieweryfikowalne.
W 1536 r. Zygmunt I Stary zezwolił na zakup zamku wraz ze starostwem przez Piotra Kmitę z Wiśnicza, który obciążał poddanych licznymi podatkami i nałożył na nich obowiązek propinacyjny. Czorsztyn pozostawał u niego w zastawie do jego śmierci w 1553 r. Następnie budowla przeszła w ręce Jana Małaszyńskiego, któremu jeszcze w tym samym roku Zygmunt II August pozwolił sprzedać zamek Walentemu Dembińskiemu. W 1571 r. kolejnym tenutariuszem został jego syn, Jakub Dembiński.
W 1585 r., na podstawie królewskiego pozwolenia na wykup starostwa z 1578 r., od Zygmunta Dembińskiego (syna Jakuba), zamek przejął Jan Sienieński. Zapisał się on w pamięci mieszkańców podległych mu wsi jako okrutny – „wsławił się” zamęczeniem na śmierć Pawła Fleszara, sołtysa szczawnickiego, na tarasie zamkowym. Po jego śmierci zamkiem zarządzali jego trzej synowie. Pod ich nieobecność 12 listopada 1598 r. zamek obległ Olbracht Łaski. Historykom nie udało się określić powodu tego ataku. Oddziałem wojewody sieradzkiego, liczącym 100 żołnierzy, kierowali rotmistrz Jędrzej Kosecki i Poradowski. Obrońcy, dowodzeni przez komendanta Janowskiego, zdążyli jednak uprzednio zaryglować bramy, wobec czego napastnicy pochwycili rodziny członków załogi, grożąc ich wymordowaniem. Wówczas bramy otwarto, a Janowskiego wydano oblegającym. Łaski zajął zamek i rozkradł jego wyposażenie, przywłaszczając sobie także czynsze i plony pracujących dla starostwa chłopów. Możnowładca kontrolował zamek do 26 marca 1599 r., kiedy do Czorsztyna przybył woźny z pozwem na sąd królewski.
W tym samym 1599 r. starostwo wykupił Stanisław Cikowski. W 1605 r. i 1613 r. jako dzierżawca zamku wspomniany jest Krzysztof Cikowski, jego brat.

#### Jan Baranowski i jego konflikty z mieszczanami

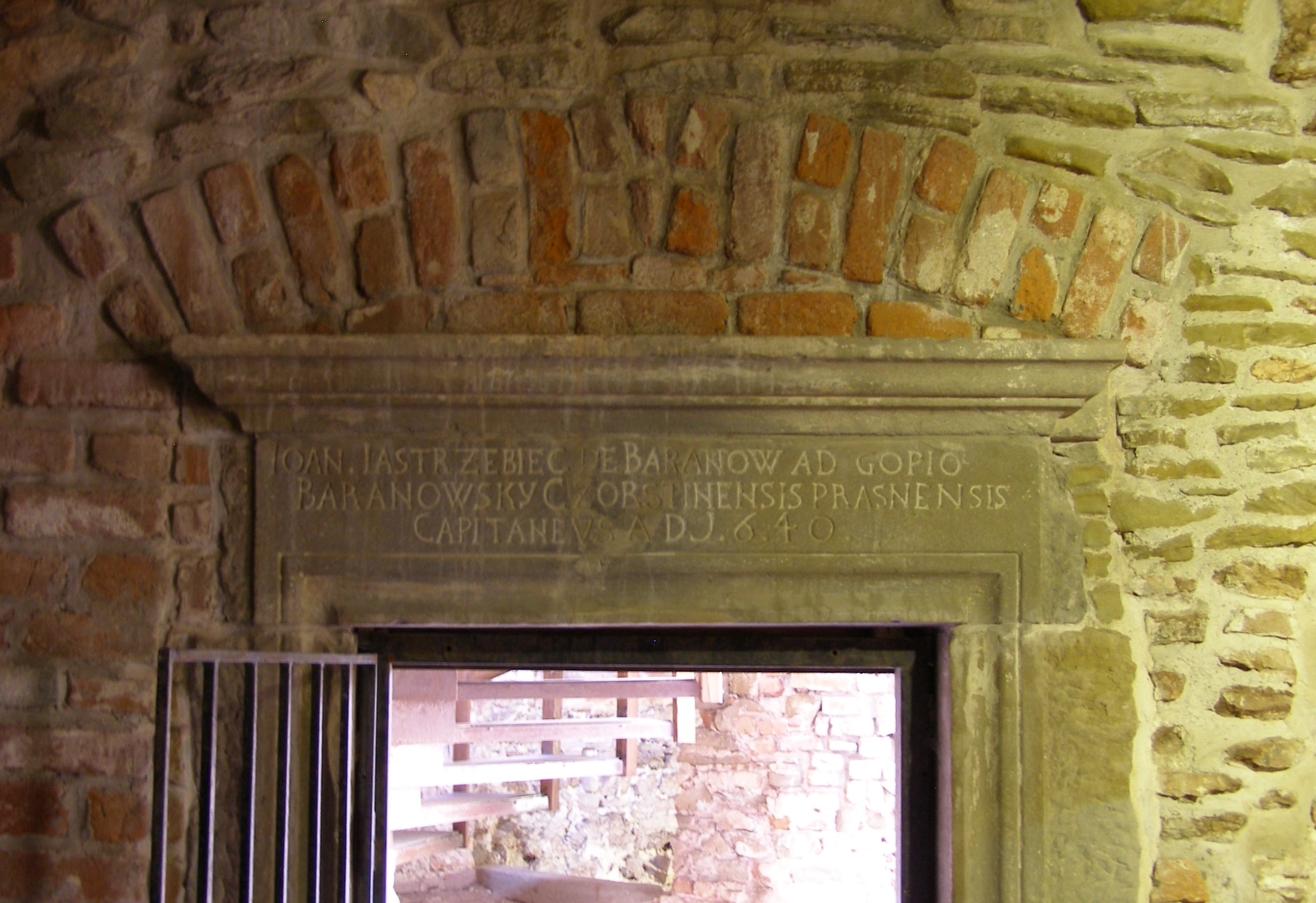
Inskrypcja na jednym z zamkowych portali

Do 1617 r. urząd starosty piastował Jan Baranowski starosta przedborski, który 23 grudnia 1616 r. sprzedał klucz dóbr Janowi Baranowskiemu staroście praśnickiemu, synowi Andrzeja kasztelana ciechanowskiego. W latach 1629–1643 dokonał on znacznej rozbudowy warowni. Modernizacja zwiększyła obronność obiektu. Budowla, dotychczas mająca jedynie 4 hakownice, za Baranowskiego została wyposażona w kolejne cztery hakownice, osiem śmigłownic, działko spiżowe i dziesięć rusznic. Straż stale pełniło 10 wartowników w pełnym rynsztunku. Zamkowi podlegało wówczas miasto Krościenko i 11 sołectw: Szczawnica, Sromowce, Grywałd, Kłodne, Tylmanowa, Ochotnica, Maniowy, Kluszkowce, Mizerna, Tylka i Hałuszowa.
Baranowski jako starosta sprzyjał chłopom, lecz wobec sołtysów i mieszczan krościeńskich prowadził politykę ucisku – dążył do ich całkowitego podporządkowania. Niewygodnych urzędników zastępował zależnymi od siebie. Do tego wykupił wójtostwo w Krościenku.
W 1621 r. Baranowski zabrał mieszczanom część gruntów i założył na nich folwark, nakładając na nich obowiązek 2 dni pańszczyzny. Stało się to zarzewiem trwającego wiele lat konfliktu. Delegacja mieszczan, na czele z burmistrzem Szymonem, udała się w proteście na czorsztyński zamek – Baranowski kazał ich wychłostać, w wyniku czego burmistrz zmarł. Dalsze represje Baranowskiego: kary pieniężne, brutalne pobicia, nieraz prowadzące do śmierci mieszczan, konfiskowanie kolejnych gruntów i izolacja gospodarcza miasta spowodowały opór, który przerodził się w bunt (mieszczanie spalili lasy starościńskie). Podejrzanych pojmano, na co w odwecie mieszkańcy Krościenka zabili zamkowego woźnicę. 22 maja sąd powołany przez tenutariusza skazał oskarżonych o ten czyn na karę śmierci – po ich straceniu krościeńczanie w ramach zemsty zamordowali zastępcę starosty, Macieja Przedwojskiego. Do ugody mieszczan z Baranowskim doszło przy udziale królewskiej komisji 9 września 1636 r. – ze strony Krościenka podpisał ją wójt Wincenty Olechno. Baranowski zwrócił mieszczanom i parafii z Krościenka skonfiskowane grunty oraz cofnął nałożone na nich represje. Wyroki śmierci wydane przez sąd starościński uznane zostały za zgodne z prawem, pozostawiono także folwark, który powstał na zagarniętych przez tenutariusza gruntach.

#### Czasy wojen i upadku Rzeczypospolitej

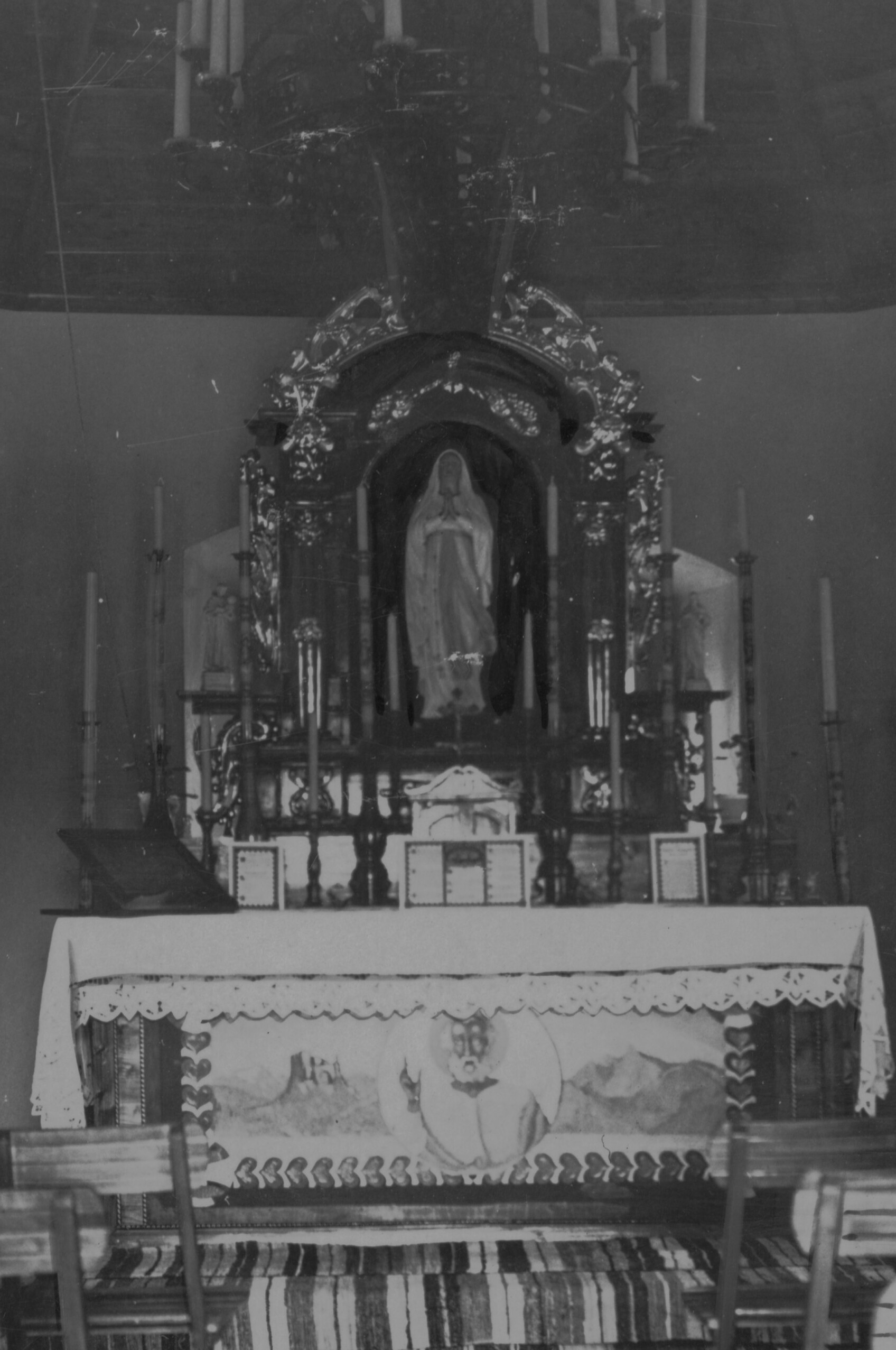
Barokowy ołtarz z kaplicy zamkowej przeniesiony później do czorsztyńskiej kaplicy – dwudziestolecie międzywojenne

Kiedy między 17 a 25 czerwca 1643 r. odszedł Jan Baranowski, tenutę wraz z wójtostwem w Krościenku wykupił Jerzy Platemberg. Podczas gdy brał on udział w bitwie pod Beresteczkiem jako koniuszy królewski, pod jego nieobecność zamek, wydzierżawiony Żydowi Wołochowiczowi, zajął 14 czerwca 1651 r. Aleksander Kostka-Napierski. Jako były oficer królewski, zmobilizował on chłopów i górali sfałszowanymi listami monarszymi. W zamku podczas ataku znajdowało się jedynie kilku Żydów i jeden hajduk, oddział powstańczy, liczący ok. 30 (najwyżej 55) osób, bez trudu zajął budowlę i przystąpił do jej umacniania – Napierski planował tu usytuować bazę dla powstańców. Chłopi odparli próbę odbicia warowni przez chorągiew (ok. 100) dragonów bpa Piotra Gembickiego, odpowiedzialnego za bezpieczeństwo w województwie. Poskutkowało to przysłaniem większego oddziału, liczącego niespełna 1000 żołnierzy i dysponującego 6 działami, który obległ Czorsztyn, zdobywając zamek dolny i przedbramie, nie będąc w stanie sforsować bramy w baszcie Baranowskiego. Góralom odcięto dostęp do wody – ustąpili po dziesięciu dniach, po negocjacjach i wydali wojsku swoich przywódców, w tym samego Kostkę-Napierskiego, skazanego na nabicie na pal. Chłopi, którzy zdobyli zamek, rozkradli zamkowe bogactwa i prowiant.
Do Czorsztyna nie dotarły wojska szwedzkie w czasie potopu. Zamek posłużył jako schronienie królowi Janowi Kazimierzowi we wrześniu 1655 r., kiedy uciekał z Krakowa przez Wiśnicz i Nowy Sącz. Doszło tu do spotkania monarchy z Jerzym Sebastianem Lubomirskim i przekazania marszałkowi wielkiemu koronnemu insygniów władzy, skarbu i archiwum królewskiego. Lubomirski, starosta spiski, ukrył je na zamku Lubowelskim. Sam król uszedł na Śląsk i ukrył się w Głogówku.
W 1701 r. starostą czorsztyńskim był Stanisław Morsztyn. Podczas wojny o sukcesję pan na Czorsztynie był stronnikiem Stanisława Leszczyńskiego, w przeciwieństwie do Teodora Józefa Lubomirskiego, starosty spiskiego, który popierał Augusta III Sasa (wspieranego przez Austrię i Rosję Katarzyny I). Lubomirski po sejmie konwokacyjnym z 1733 r. sprowadził z Rosji Kozaków i Kałmuków, pozwalając im plądrować wsie zwolenników Leszczyńskiego i nie wypłacając im żołdu. Dwutysięczny oddział dowodzony przez niejakiego Darowskiego, polskiego szlachcica, obrabował i spalił m.in. Nowy Targ, Mszanę Dolną i Czorsztyn – ogień strawił zabudowania gospodarcze pod zamkiem. Z Czorsztyna Rosjanie wyruszyli następnie do Lubowli, skąd czynili dalsze wypady, m.in. na Stary Sącz, Krościenko, Limanową i Szczawnicę. Kozacy opuścili zamek 2 lutego 1736 r.
Ostatnim tenutariuszem był hrabia Józef Makary Potocki, który wykupił dobra czorsztyńskie w 1763 r. Budowla za jego czasów była już w słabym stanie technicznym, a jej właściciel nie dysponował pieniędzmi potrzebnymi na jej naprawę. Potocki sprzyjał konfederatom barskim, pozwolił im okopać się pod Czorsztynem i w 1769 r. ukrywał niektórych z nich w zamku. W 1770 r. Potockiego, podobnie jak innych starostów Sądecczyzny, zmuszono do podpisania aktu hołdu wobec Marii Teresy, królowej Węgier.
W 1790 r. od uderzenia pioruna spłonęły zamkowe dachy, a niszczenie zamku przyspieszali okoliczni chłopi, którzy podbierali z budowli kamień na budowę domów. Szlachcic przeniósł się do dworu, który stanął pod zamkiem. Austriacy pozostawili hrabiego Józefa na stanowisku starosty – był tenutariuszem do swojej śmierci 31 maja 1797 r. Dobra po nim odziedziczyła jego żona, Ludwika z d. Lubomirska (zm. 1811). Kiedy zmarła, starostwo, jako była własność królewska, zostało przejęte przez rząd austriacki i zlikwidowane.

### Ruina
C.k. urząd kameralny, który zarządzał w imieniu rządu dawną tenutą czorsztyńską, miał siedzibę w Kamienicy k. Łącka i był kierowany przez Stefana Szalaya, Węgra, późniejszego właściciela Szczawnicy. Wkrótce, z rozkazu cesarza Józefa II, potrzebującego środków finansowych na wojnę, ziemie starostwa rozsprzedano ziemianom. Dobra uległy wówczas podziałowi na trzy części, „dominia”: krościeńskie, szczawnickie i czorsztyńskie.
Dominium czorsztyńskie, obejmujące zamek wraz z otaczającymi go gruntami, nabył na licytacji w 1819 r. hrabia Jan Maksymilian Drohojowski. Dziedzicowie zamieszkali w drewnianym dworze powiązanym z dawnym folwarkiem zamkowym, leżącym u podnóża Góry Zamkowej. Budowla ta dwukrotnie spłonęła, a syn Jana Maksymiliana, Marceli, wzniósł w jej miejsce, wg projektu Feliksa Księżarskiego, nowy dworek murowany.
Choć na początku XIX w. zniszczony był już zamek średni z basztą Baranowskiego, ciągle stał jeszcze, choć nieco uszkodzony, zamek górny, co pokazują pochodzące z tamtego okresu ilustracje. Budowla uległa zawaleniu ok. 1837 r. – w tej formie utrwaliła się już na większości obrazów, rysunków i fotografii. Na początku lipca 1839 roku w drodze do Szczawnicy szkielet Czorsztyna zwiedziła Łucja Rautenstrauchowa, która tak zamek opisała: Ruina była w całéj słowa tego rozciągłości. Komnaty bez sufitów, bez ścian, piwnice bez sklepień, wszystkie piętra w jednéj połączone nieformnéj przestrzeni, zarastały pokrzywą i cierniem. Niektóre tylko sterczące jeszcze pałacu ściany z otworami jedne nad drugiemi, dozwalały zgadywać, że ich kilka być niegdyś musiało.
Drohojowscy w XIX w. byli oskarżani o rozbieranie ruin dla pozyskiwania materiałów budowlanych. Zarzuty te powtarzali m.in. wspomniana Łucja Rautenstrauchowa w T. 1 cyklu „Miasta, góry i doliny” (1844), Maria Steczkowska w książce „Obrazki z podróży do Tatrów i Pienin” (1858), Szczęsny Morawski, w „Albumie Szczawnickim”, ilustrowanym przez Józefa Szalaya (1858) i ˞Lucjan Tatomir w „Geografii Galicji”. Marceli Drohojowski dwukrotnie oficjalnie zdementował oskarżenia, powołując się na opisy stanu zamku z momentu zakupu dóbr przez swojego ojca.

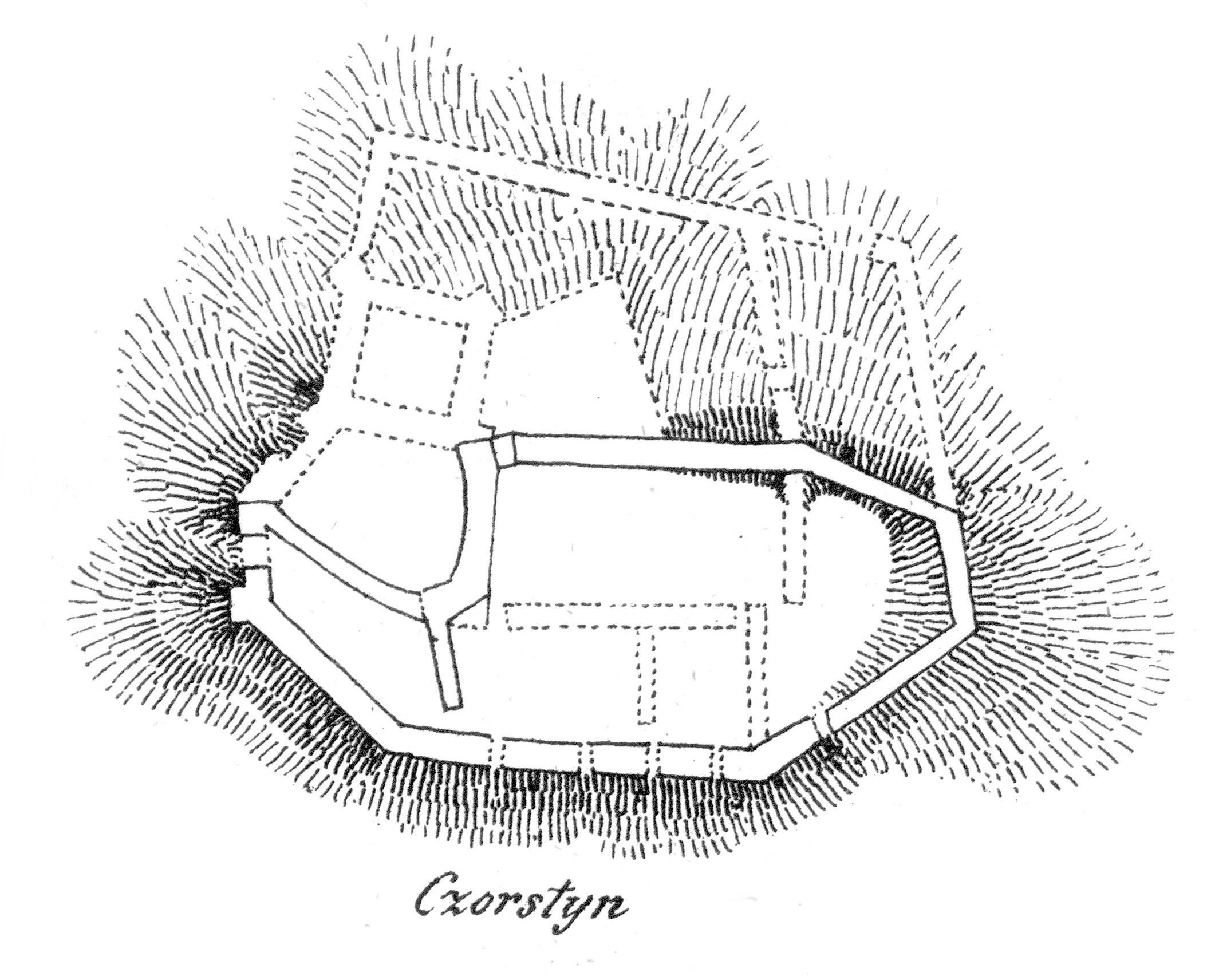
Plan sporządzony przez Szczęsnego Morawskiego w XIX w.

Drohojowscy nie mieli środków na zabezpieczenie ruin zamku lub odbudowę warowni. W połowie XIX w. ruiny badał Szczęsny Morawski, opisywało je wiele publikacji, najczęściej wspólnie z zamkiem w Niedzicy. W 1900 r. (wg B. Krzana w 1886 r.) ruiny uporządkował Stanisław Drohojowski, wzmacniając narażone na zniszczenie ściany i odsłaniając przy tym sklepioną piwnicę o dębowych drzwiach. W jej wnętrzu odkryto wyrytą na ścianie datę 1633, którą monografista powiązał z więzieniem mieszczan z Krościenka przez ówczesnego starostę Jana Baranowskiego. W 1909 r. na terenie ruin odkryto gotycki miecz obusieczny, który przekazano Muzeum Tatrzańskiemu.
W publikowanym w latach 1880–1902 Słowniku geograficznym Królestwa Polskiego autor hasła poświęconego Czorsztynowi, Bronisław Gustawicz, mylnie zidentyfikował Czorsztyn z zamkiem Szowsten na Morawach, co poskutkowało błędnym łączeniem Czorsztynu z osobą Zawiszy Czarnego.
W 1929 r. dużo uwagi Czorsztynowi poświęciła w swoim opracowaniu System obronny doliny Dunajca w XIV w. Helena Langerówna. Pisała o jego znaczeniu jako warowni broniącej traktu prowadzącego na Węgry, twierdząc jednocześnie, że „Czorsztyn do klasztoru sądeckiego nigdy nie należał” – zamek Wronin wg niej stanowił inną budowlę, która jej zdaniem mogła się niegdyś znajdować na szczycie góry Wdżar. Inne stanowisko obrał Kazimierz Dobrowolski pisząc opracowanie Najstarsze osadnictwo Podhala, opublikowane w 1395 r., jako jeden z pierwszych badaczy identyfikując Wronin z Czorsztynem.
W 1930 r. rozpoznania dokonała grupa badaczy kierowana przez prof. Tadeusza Szydłowskiego. Wykonano wówczas oraz przygotowano opis inwentaryzacyjny i dokumentację fotograficzną, a także pomiary ruin pod kierunkiem inż. Zygmunta Gawlika. Wyniki badań opublikowano w „Inwentarzu topograficznym powiatu nowotarskiego”.
W pierwszych dziesięcioleciach PRL-u do wydarzeń powstania Kostki-Napierskiego nawiązywali w propagandzie komuniści, próbując przedstawić je jako walkę klas. W rocznicę powstania, 24 czerwca 1951 r., przy wejściu do budowli wmurowano tablicę pamiątkową. Nie została ona zdjęta do dziś.
W 1945 r. dobra Drohojowskich zostały upaństwowione. W latach 1951–1957 prace badawczo-konserwatorskie pod kierunkiem prof. Alfreda Majewskiego prowadziło Kierownictwo Odnowienia Zamku Królewskiego na Wawelu, a od lat 60. XX w. analizy dotyczące stanu ruin przygotowywała i publikowała ówczesna Katedra Konstrukcji Budowlanych Wydziału Architektury Politechniki Krakowskiej. W latach 1965–1967 profesjonalne badania o charakterze sondażu przeprowadziła Karpacka Ekspedycja Archeologiczna pod kierunkiem prof. Andrzeja Żakiego. Objęły one m.in. dziedziniec zamku dolnego i wieżę nadbramną
na zamku górnym. Rozpoznania do prac archeologicznych prowadzili wówczas Andrzej Grygorowicz i Saba J. Dobrzański. Naukowcy ujawnili, że znaczna część materiału zabytkowego znajduje się pod ziemią i odkryli zarysy murów wewnętrznych. 17 kwietnia 1968 r. ruina budowli została wpisana do rejestru zabytków pod numerem A-24.
Następne badania, które objęły tzw. Zieleniec (aneks na zamku średnim) oraz część zamku górnego i dolnego, prowadził w latach 1973–1977 Lesław Lakwaj z Kierownictwa Odnowienia Zamku Królewskiego na Wawelu. Do ich rozpoczęcia skłoniła konieczność ochrony zabytków po utworzeniu na Dunajcu elektrowni i sztucznego jeziora. Odsłonięte wówczas mury przebadał przy współpracy z L. Lakwajem Piotr M. Stępień. Zaobserwowano uszkodzenia, wobec których podjęto decyzję o interwencji. W 1983 prof. Alfred Majewski przedstawił koncepcję zabezpieczenia i udostępnienia ruin zwiedzającym, która została 24 czerwca 1985 r. zaakceptowana przez Główną Komisję Konserwatorską. W 1988 r. funkcję inwestora przejął od Kierownictwa Odnowienia Zamku Królewskiego na Wawelu Pieniński Park Narodowy. Realizację projektu A. Majewskiego rozpoczęto od wykonania drobnych prac w latach 1988–1991.

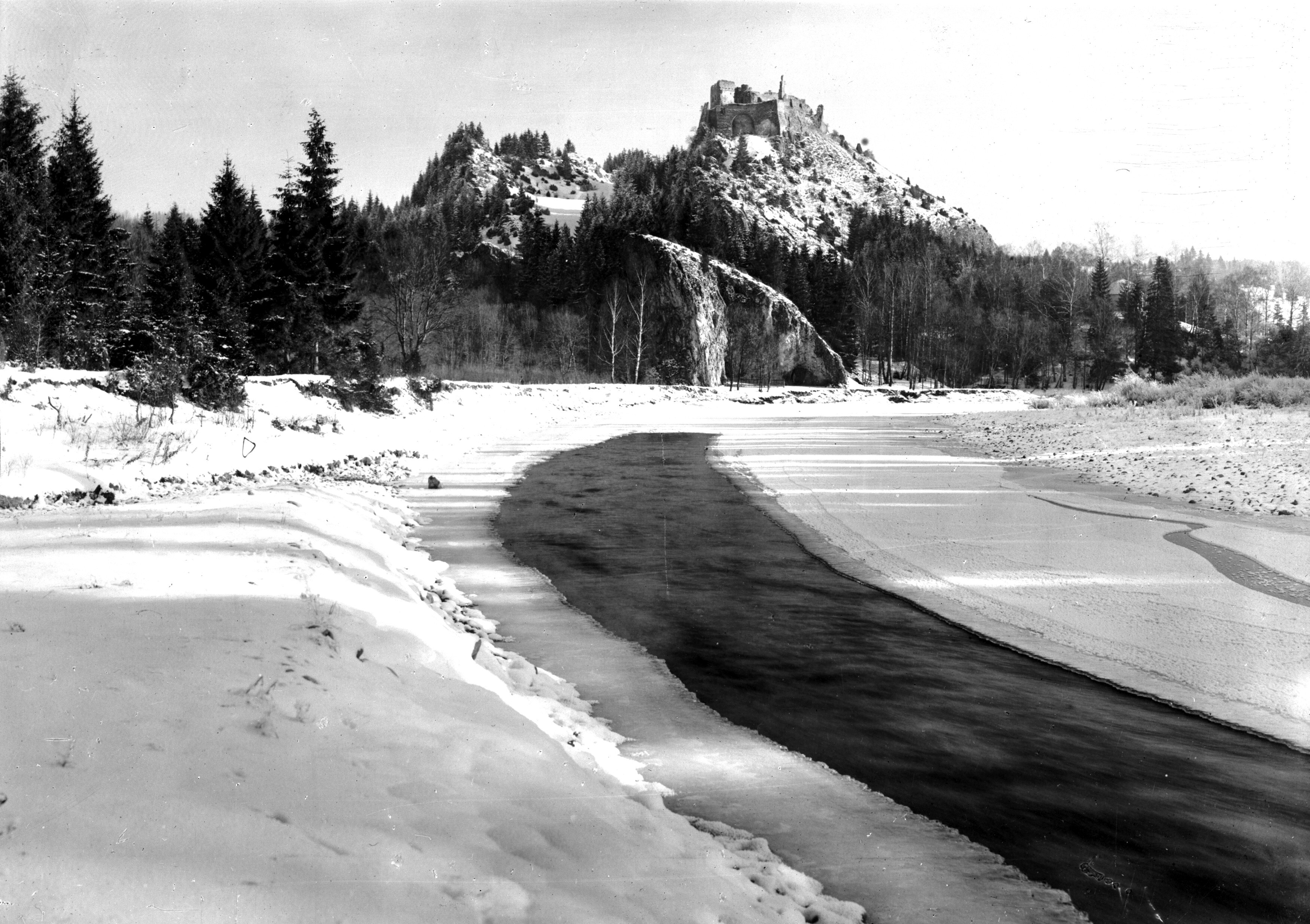
Czorsztyn zimą 1931 r., przed utworzeniem sztucznego Jeziora Czorsztyńskiego

W 1992 r. opublikowana została książka prof. Czesława Deptuły Czorsztyn, czyli Wronin, w której autor na podstawie dogłębnych analiz dowiódł, że pojawiający się w średniowiecznych dokumentach Wronin należy identyfikować z Czorsztynem. Otrzymaliśmy dzięki temu wiedzę o powstaniu zamku i jego najwcześniejszych dziejach.
W 1993 r. konserwatorską koncepcję zabezpieczenia ruin przedstawił Piotr Stępień, który dwa lata później wraz z dr. Stanisławem Karczmarczykiem opracował projekt adaptacji baszty Baranowskiego i aneksu do funkcji gastronomicznej. W latach 1996–1997 prace prowadził zespół badaczy kierowany przez Adama Szybowicza. Odsłonięto relikty gotyckiego przedbramia-baszty w przyziemiu baszty Baranowskiego, zabudowę gospodarczą dawnego zamku średniego oraz fundamenty cylindrycznej wieży z przełomu XIII i XIV w. Wyniki badań nie zostały udostępnione w formie dokumentacji, jednak ich rezultaty zostały zawarte w pracach Waldemara Niewaldy, który prowadził wtedy rozpoznania architektoniczne. Na zlecenie parku narodowego, podstawie uzyskanych wówczas przez naukowców informacji, P. Stępień i S. Karczmarczyk jeszcze w tym samym roku przygotowali aktualizację swojej koncepcji. P. Stępień opracował także projekt jej realizacji. Na terenie ruin odtworzono piętra baszty Baranowskiego, wybudowano podesty i schody, zrekonstruowano i zabezpieczono część murów oraz zorganizowano tarasy widokowe. Głównym wykonawcą inwestycji była od 1992 r. firma budowlana ze Szczawnicy, kierowana przez Bronisława Szczepaniaka, a następnie przez Roberta Szczepaniaka.
W 1997 r. utworzono Jezioro Czorsztyńskie. Jego wody zalały dawny folwark zamkowy oraz zniszczyły historyczną sieć dróg w regionie. Jeszcze w tym samym roku, przed końcem prac rewitalizacyjnych, PPN udostępnił zamek dla turystów. Do końca roku budowlę odwiedziło 29 tys. os., w 1995 r. – 63 tys. W następnych latach liczba zwiedzających utrzymywała się na wysokim poziomie, w 2004 r. sięgnęła 110 tys. turystów, a w 2007 r. – ok. 133 tys. Wytyczona trasa turystyczna prowadzi z zamku dolnego przez zamek średni na zamek górny, zgodnie z historycznym układem poziomów użytkowania. W pomieszczeniach zamkowych rozmieszczono tablice informacyjne zawierające rysunki i krótkie opisy.
W 1998 r. PPN wybudował przy wejściu na teren założenia zamkowego budynek obsługi dla turystów, formą nawiązujący do zabudowy nieistniejącego już czorsztyńskiego folwarku i dawnych przydrożnych karczm. Przy zamku istnieje parking dla samochodów osobowych i autokarów, funkcjonuje sklep z pamiątkami dla turystów i sanitariaty.
W sierpniu 2014 r. przeprowadzono badania sondażowe zamku dolnego, które poskutkowały odkryciem wału ziemnego w zachodniej części założenia. Jest on datowany na koniec XIII w., a znalezione w jego pobliżu zabytki ruchome są zbliżone do tych pochodzących z zamku Pieniny. Wał mógł stanowić część założenia Wronin, wzmiankowanego w średniowiecznych źródłach.

## Architektura

### XIII w.
W 3 ćw. XIII w. na wzgórzu czorsztyńskim zostały wzniesione pierwsze drewniane budowle i drewniano-ziemne obwarowania. Ich ślady znaleziono podczas badań archeologicznych pod fundamentami późniejszych obiektów, m.in. cylindrycznej wieży. Na ten okres datowany jest także odkryty podczas badań archeologicznych drewniano-ziemny wał obronny, który znajdował się w zachodniej części późniejszego zamku dolnego i uległ zniszczeniu w wyniku pożaru.

### l. 1291/1300–1320
Nie wcześniej niż przełomie XIII i XIV w., na krawędzi skały, nieco poniżej jej kulminacji, na terenie obecnego tzw. zamku średniego, wzniesiono z kamienia wolnostojącą, cylindryczną, okrągłą wieżę (określaną w niektórych publikacjach mianem „wieży-słupa”). Jej fundamenty, odkryte podczas badań archeologicznych z przełomu XX i XXI w., zostały wymurowane z łamanego kamienia, mają 10 m średnicy i ok. 3,5 m grubości. Najprawdopodobniej wkomponowano ją w system drewnianych obwarowań, wybudowany w latach wcześniejszych.
Lokalizacja wieży nieco poniżej szczytu wzniesienia jest nietypowa – P. Stępień określił obiekt mianem „dzieła tarczowego”, przypisując mu funkcję obronną dla budowli znajdujących się powyżej, bliżej kulminacji wzniesienia.
Budowa wieży może być wiązana ze świętą Kingą, choć jej forma sugeruje, że ufundował ją król czeski Wacław II. Kształt obiektu jest analogiczny do wież zamków w Rytrze, Czchowie i Myślenicach, które stanowiły system obrony południowej Małopolski, przypisywany właśnie monarsze z dynastii Przemyślidów – jako władca Czech dysponował on dużym majątkiem, ponadto w obliczu konfliktu z Węgrami, który miał wówczas miejsce, posiadał powód do umacniania południowej granicy państwa. Być może przejął on warownię lub dokonał jej rozbudowy za zgodą swojej krewnej, pani sądeckiej Gryfiny.

### l. po 1306–1333
Najprawdopodobniej tuż po wybudowaniu wieży wzniesiono kamienny mur obwodowy o grubości 2,2 m, który najpewniej zastąpił drewniany lub drewniano-ziemny. Był zwieńczony blankami – ich relikty są ciągle czytelne w wątku muru zamku górnego. Od strony zachodniej został wsparty wielką arkadą. Na początku murem otoczono teren tzw. zamku górnego, a następnie zamek średni. Wtedy to w jego obwód włączono cylindryczną wieżę, w sąsiedztwie której postawiono ostrołukową bramę wjazdową, zachowaną do dziś, pierwotnie posiadającą ryglowane belką drzwi.
Założenie otrzymało wówczas formę wieloboku z ostrymi narożnikami dostosowanego do kształtu skały, o przybliżonych wymiarach 55 × 20 m. Jego ówczesna forma przypominała warownie w Rytrze, na Rogowcu i na Chojniku, pochodzące z tego okresu. Poprzecznym murem oddzielono od siebie teren zamku górnego i średniego. P. Stępień wysnuł przypuszczenie, że fazę tę należy łączyć z czasami panowania króla Władysława Łokietka.

### l. 1333–1370

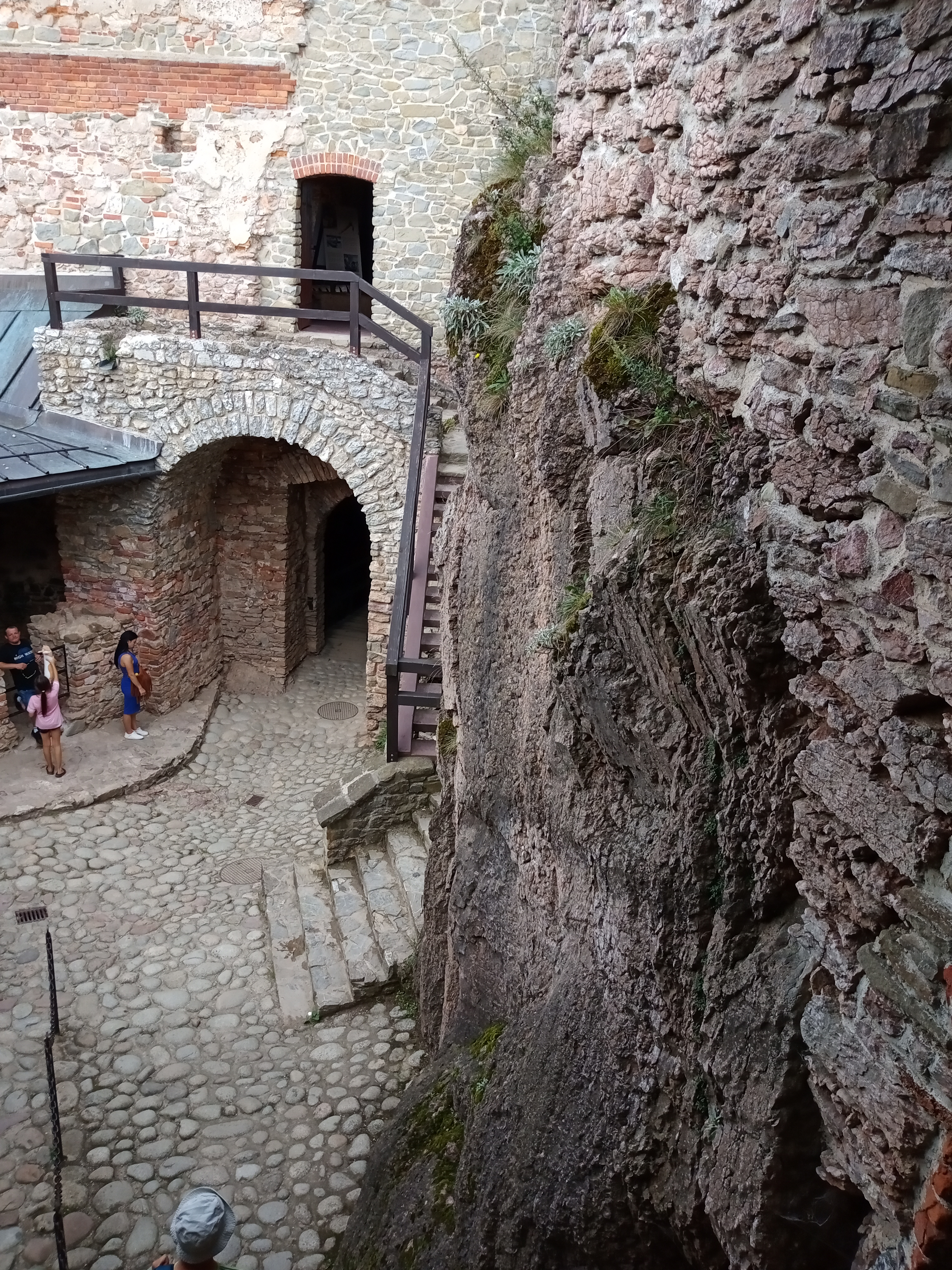
Dziedziniec zamkowy

Na zamku górnym wzniesiono reprezentacyjny, jednotraktowy, dwukondygnacyjny budynek, który przylegał do muru obwodowego. Dwiema poprzecznymi ścianami był rozdzielony na trzy pomieszczenia. Podwyższono przy tym mur obwodowy. P. Stępień twierdzi, że to dopiero wtedy wzniesiono wcześniej wzmiankowany mur okalający zamek średni i bramę.
Tę rozbudowę naukowcy przypisują królowi Kazimierzowi Wielkiemu, o którym kronikarz Janko z Czarnkowa pisał, że wybudował zamek Czorsztyn. Budowla zyskała gotyckie cechy stylowe i kształt górskiego zamku.

### l. 1477–1478
Podczas następnej przebudowy obok okrągłej wieży, a także równolegle do starego muru zamku górnego, wzniesiono mur kamienny, o grubości 1,10 m. Ich nowy układ uformował „pasaż wjazdowy” (tzw. „międzymurze”), który zamykał nowy, prostokątny, murowany budynek bramny. Wzmocniono także starą bramę, dobudowując do niej przedbramie w formie baszty z zapadnią.
Charakter przebudowy, polegający na tworzeniu wielu bram i krętego dojścia do zamku górnego, jest charakterystyczny dla późnego średniowiecza. Źródła umożliwiają jej datowanie na lata 1477–1478, kiedy starostą był Jakub Cielę (Tela) Paniewski. Posiadał on potrzebne środki finansowe, gdyż pewne sumy przekazał mu w 1478 r. Kazimierz IV Jagiellończyk. H. Rojkowska i W. Niewalda sugerują, że potrzeba modernizacji mogła być podyktowana zniszczeniami uczynionymi przez atak husytów z XV w., z kolei P. Stępień twierdzi, że rozbudowa była raczej spowodowana groźbą najazdu wojsk węgierskich Macieja Korwina.

### XVI w.–1629

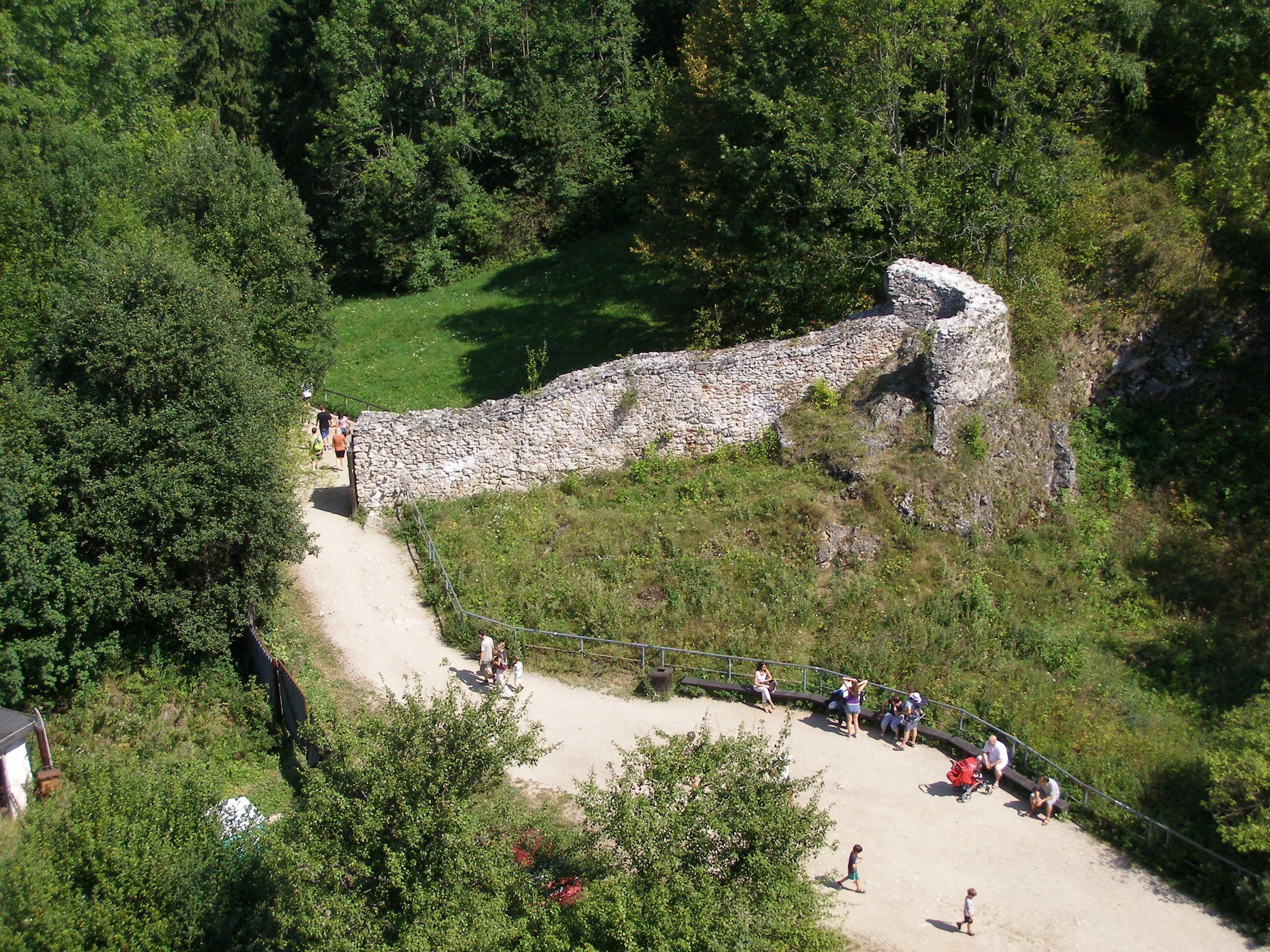
Ruiny muru zamku dolnego

Na początku XVI w. kamienny mur obwodowy wsparty skarpami zamykał już od wschodu i północy teren zamku dolnego (tzw. Przygródek), plateau o wymiarach 40 × 60 m. Mur północny zachował się do naszych czasów częściowo, do wysokości ok. 3 m, wschodni jest zasypany i porośnięty roślinnością. Bramę, funkcjonującą do dziś, umieszczono w północnej części założenia, a na odcinku wschodnim muru zorganizowano boczną furtę, prowadzącą w stronę folwarku (znaleziona podczas badań z lat 70. XX w.). Wschodnia część muru kończyła się półotwartą, okrągłą basztą o wewnętrznej średnicy ok. 3 m. Naturalną osłonę dla północno-zachodniego narożnika stanowiła wapienna skałka, którą włączono w obwód obronny, powiązując ją z murami.
Z zagrożeniem spowodowanym porażką odniesioną pod Mohaczem w 1526 r. P. Stępień wiąże włączenie do systemu obronnego przedbramia pięciobocznej baszty (lub bastei) datowanej przez badaczy na początek XVI w.
Na przełomie XVI i XVII w. przebudowy przekształciły teren zamku średniego. Do północnego muru dostawiono dwuarkadowy ceglany ganek, prowadzący do izby nad bramą i na ganek straży, a następnie do północno-zachodniego muru dostawiono murowane budynki kuchni i piekarni. Przed 1616 r. wyburzono okrągłą wieżę.
Według stanu z 1616 r., budynek mieszkalny na zamku górnym posiadał sklepioną piwnicę; w parterze mieściła się sień ze schodami prowadzącymi na piętro, a w drugiej kondygnacji zorganizowano izbę „stołową” i małą kaplicę.

### l. 1629–1643

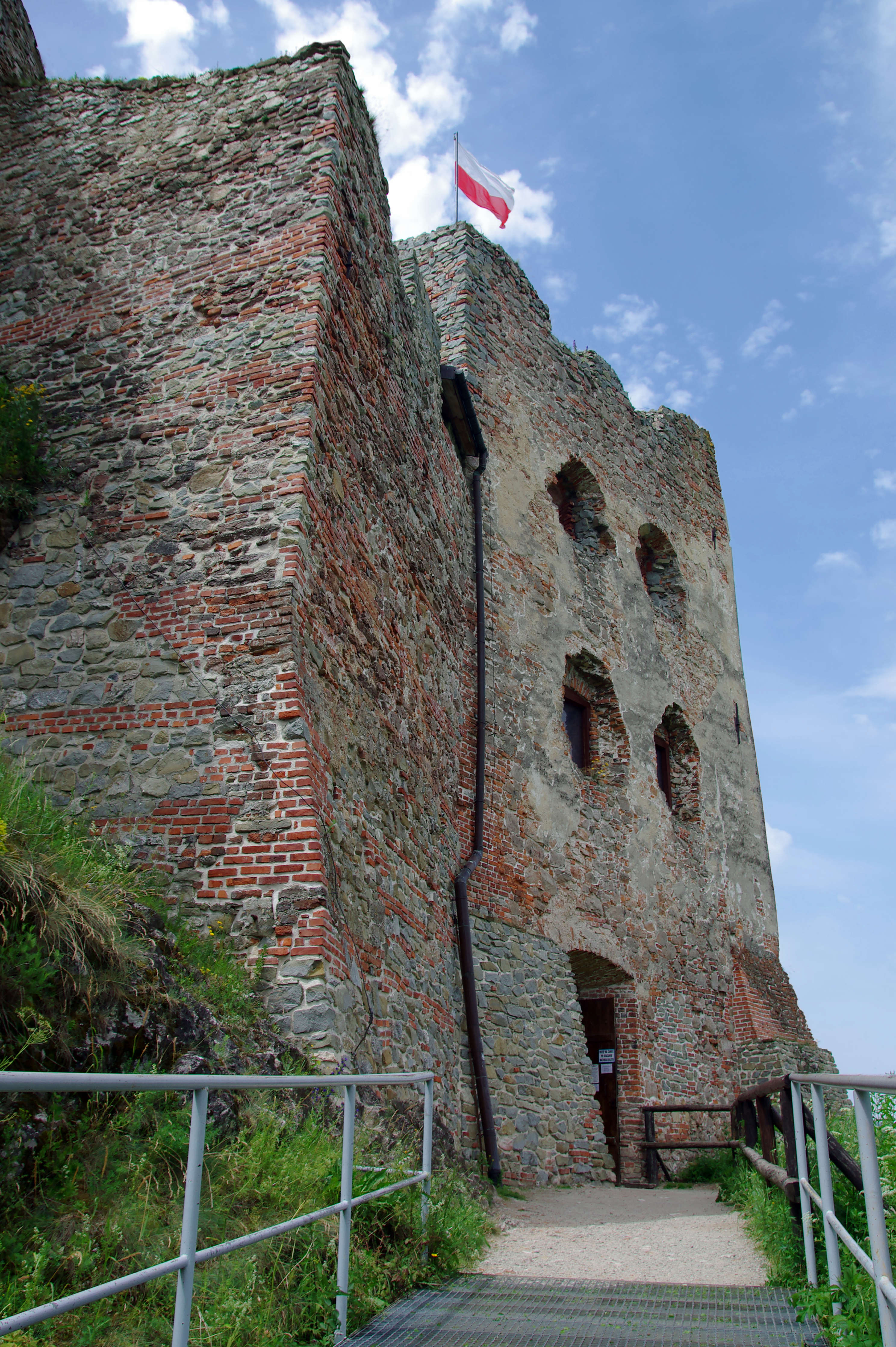
Baszta Baranowskiego

W latach 1629–1643 miała miejsce ostatnia większa rozbudowa zamku. Jej inicjatorem był ówczesny właściciel warowni, Jan Baranowski h. Jastrzębiec. W miejscu starej gotyckiej baszty-przedbramia wzniósł on wspartą dwoma skarpami, czterokondygnacyjną basztę, zwaną później basztą Baranowskiego. Nad pomieszczeniami znajdowały się drewniane stropy. Baszta była przystosowana do użycia nowoczesnej broni palnej i artylerii. Świadczą o tym otwory okienne o mocno rozglifionych wnękach i niewielkich rozmiarów świetle, które mogły być wykorzystywane jako działobitnie. W czasie pokoju basztę wykorzystywano jako budynek mieszkalny – świadczy o tym obecność komina. Prawdopodobnie podczas tej samej rozbudowy dołączono do niej tzw. Zieleniec, mniejszą czworoboczną budowlę.
W zamku górnym Baranowski dobudował trzecią kondygnację do budynku mieszkalnego, którą zwieńczono attyką, o grzebieniu z jaskółczych ogonów, charakterystycznym dla zamków ze Spisza. Dostawiono do niego wsparty na filarach, arkadowy murowany ganek. W zamku średnim zbudowano zachodnie skrzydło, z pomieszczeniami nakrytymi sklepieniami i nową okrągłą klatkę schodową, ze schodami prowadzącymi na zamek górny. Zamek dolny wypełniała zabudowa gospodarcza, inwentarze z lat 1616–1617 i 1629 r. wspominają o stajni, spiżarni, spichlerzu i browarze.
Bo rozbudowie Baranowskiego zamek górny i średni uzyskały kształt zwartej bryły. Obiekt otrzymał cechy stylowe późnego renesansu, z licznymi detalami, m.in. attykami i ozdobnymi portalami, z których wiele zawierało inskrypcje chwalące starostę. Część detali jest eksponowanych w zamkowym lapidarium – zachowało się m.in. nadproże z napisem „Ioannes Iastrzebietus de Baranow ad Goplo Baranowsky Czorstiniensis Prasnensis Capitaneus A.D 1633”.

### po 1643
Budowlę kilkukrotnie remontowano, o czym świadczą znalezione na tynkach inskrypcje „1680” i „AD 17…”.

## Legendy

### Skarb w czorszyńskim zamku odkryty przez pasterzy
Z zamkiem czorsztyńskim związana jest legenda o dwóch pasterzach, Szymku i Wojtku. Bardzo ubodzy, postanowili oni szukać skarbu, który miał znajdować się gdzieś na Czorsztynie. Dwoje śmiałków, wyposażonych w kredę święconą w dniu Trzech Króli oraz wosk ze świecy paschalnej, pewnego dnia o zmroku zaczęło penetrować ruiny. Młodzieńcy dotarli przez wąskie przejście do jednej z zamkowych piwnic. Po przebyciu labiryntu korytarzy podziemnych, wreszcie dotarli do bogactw, które zostały tu ukryte. Skarbów nie udało się jednak wynieść – na moment pasterzom zgasło łuczywo, którego używali, by oświetlać sobie drogę, a po chwili skrzyń wypełnionych złotem już nie było. Zniknęło również wyjście z lochu.
Wkrótce chłopcy znaleźli szczelinę, która prowadziła do kolejnego systemu podziemnych tuneli. Wreszcie, udało im się wydostać z budowli. Kiedy pasterze dotarli do wsi, w której mieszkali, ich chat już nie było – zostały po nich tylko ruiny, zupełnie, jakby przenieśli się w czasie o cały wiek. O dalszych losach juhasów nic już nie wiadomo.

### Piotr Wydżga
Do XIX i XX w. w źródłach historycznych powtarzany był zapis Jana Długosza, który w XV w. zawarł w swoich publikacjach na wpół legendarną historię Piotra Wydżgi h. Janina. Możnowładca miał rzekomo być właścicielem warowni (a także zamków w Rytrze i Lemieszu) ok. 1240 r., przed panowaniem św. Kingi.
Długosz pisał, że rycerz wzbogacił się dzięki odnalezieniu w lasach i wąwozach kopalń drogich minerałów i żył złota, a po wydobyciu kruszcu, wymordował swoich robotników. Ponieważ nienawidził Polski, nie chciał dopuścić, by kraj skorzystał
z majątku; część swoich skarbów wywiózł więc do Prus, a część poukrywał w różnych miejscach. Mówiono o nich, że były strzeżone przez diabłów, które rycerz miał zjednać przy użyciu czarnej magii.
Historycy uznali opowieść o Piotrze Wydżdze za niewiarygodną. Kronikarz połączył lokalne legendy z informacjami o postaci historycznej (Piotr Wydżga pojawia się w wielu XIII-wiecznych źródłach) oraz z przekazem o rycerzu z Krakowa, który wstąpił w 1245 r. do zakonu krzyżackiego.

### Inne legendy
Inna legenda mówi, że skarb otwierający się raz do roku znajduje się gdzieś niedaleko pobliskiej skały zwanej Czubatą Zamecką. W XIX w. rozpowszechnił się przekaz, zgodnie z którym w sąsiedztwie budowli zapadło się pod ziemię (lub zostało zatopione) miasto, z którego ciągle jeszcze słychać bicie dzwonów.

## Mikroklimat
Mikroklimat zamku Czorsztyn stał się tematem badań i prac naukowych. Panująca wewnątrz ruin temperatura jest generalnie wyższa, niż temperatura na zewnątrz, przy znacznie niższych amplitudach – z wyjątkiem miesięcy wiosennych (szczególnie kwietnia), kiedy mury przechowują chłód po zimie. Budowlę cechuje niewielka autonomia cieplna, zmiany temperatur w pomieszczeniach zamkowych korespondują ze zmianami temperatury na zewnątrz – prawdopodobnie ze względu na obecność w murach licznych otworów.
Średnia roczna wilgotność względna w okresie badawczym przyjętym przez naukowców wyniosła 81% – jest ogólnie wysoka i nieznacznie (o 2%) wyższa od wilgotności panującej na zewnątrz. Szczególnie wilgotne są miesiące wiosenne i jesienne.

## W kulturze
Malownicza ruina zamku Czorsztyn w XIX w. stała się symbolem zniewolonej Polski, jej upadek nastąpił równocześnie z upadkiem i rozbiorami Rzeczypospolitej. Zyskała popularność zwłaszcza w epoce romantyzmu, ze względu na swoją ciekawą historię – zwracano uwagę zwłaszcza na (w rzeczywistości niehistoryczny) okres zasiadania na zamku Zawiszy Czarnego, spotkania królów, czasy konfederacji barskiej oraz powstanie Kostki-Napierskiego.
Relikty budowli stały się tematem licznych obrazów, fotografii czy rysunków, a także inspiracją dzieł muzycznych i literackich. Historię miłosną dziejącą się na zamku przedstawił Karol Kurpiński w operze Zamek na Czorsztynie, czyli Bojomir i Wanda z librettem Józefa W. Krasińskiego, która miała prapremierę w 1819 r.. W 1841 r. ukazała się powiastka anonimowego autora pt. Czarny Tyn czyli Czorsztyn. Jej akcję umieszczono również na czorsztyńskim zamku, na początku XV w., a przedstawiała ona dzieje burzliwej miłości córki czorsztyńskiego starosty i młodego Węgra, pana sąsiedniego zamku Niedzieża (tj. Niedzica). Do zamku w swoich dziełach nawiązywali m.in. Maria Konopnicka w wierszu Na Czorsztynie, Michał Bałucki w wierszu Noc na Czorsztynie i Jan Nepomucen Rostworowski w powieści Zamek na Czorsztynie, czyli Kazimierz i Bronisława. Przy porównaniu wiersza Marii Konopnickiej i dzieła Michała Bałuckiego widoczny jest kontrast pomiędzy różnymi literackimi wyobrażeniami warowni. Konopnicka, wówczas debiutująca, ukazuje Czorsztyn jako zalotnika, kierującego uczucia do zamku Dunajec. W romantycznym wierszu M. Bałuckiego, budowla ma z kolei charakter monumentalnej, niezdobytej twierdzy.
Dużą uwagą XIX- i XX-wieczni pisarze darzyli ww. powstanie Kostki-Napierskiego, które samo urosło do rangi symbolicznej. Pisali o nim m.in.: Seweryn Goszczyński w Dzienniku podróży do Tatrów, Lucjan Siemieński, Feliks Jan Szczęsny Morawski, Wiktor Gomulicki, Ludwik Stasiak,
Jan Kasprowicz, Kazimierz Tetmajer, Władysław Orkan, Stanisław Nędza-Kubiniec, Wanda Wasilewska i Jalu Kurek w książce Nad Czorsztynem się błyska.

## Walory krajobrazowe
Ruiny zamku wpisują się w otoczenie, jako kontynuacja form skalnych, na których się znajdują. Jednocześnie wyróżniają się w widokach doliny Dunajca, stanowiąc znaczący akcent. Z tego względu podjęto środki w celu ochrony zespołu krajobrazowego, którym zachwycali się XIX-wieczni romantyczni poeci. Z uwagi na utrwalenie wizerunku ruiny w ikonografii i tradycji, konserwatorzy zabytków wykluczają możliwość rekonstrukcji ruin. Zachowanie charakterystycznej sylwety stało się podstawowym założeniem planu konserwacji reliktów budowli. Koncepcja ochrony przedstawiona przez Piotra Stępnia zakładała także zapobieganie rozwoju wysokiej roślinności w bezpośrednim sąsiedztwie zamku i okresowe koszenie określonych pobliskich terenów. Za konieczne uznano kontrolowanie rozwoju zabudowy – nie dopuszczanie do budowy obiektów na terenie „przedpola” zespołu krajobrazowego, tj. na Majerzu, Wielkim Polu i Taborze oraz kontrolowanie wielkości budynków w pobliżu zamku, które mogłyby „konkurować” wielkością z ruinami.